# Historia de Muskogee
La historia de Muskogee se refiere a la historia de la región en la que ahora se encuentra la ciudad de Muskogee, en el estado de Oklahoma (Estados Unidos). Esta comienza antes de su incorporación oficial en 1898. Debe su nombre en honor a los creek en el siglo XIX. Se abrió a los colonos blancos con la carrera por las tierras.
Charles N. Haskell, nativo de Ohio, ayudó a establecer la ciudad como un importante centro económico en el este de Oklahoma en el siglo XX. Hoy, con una población de más de 38 000 habitantes, es la undécima ciudad más grande del estado.

## sigloXIX

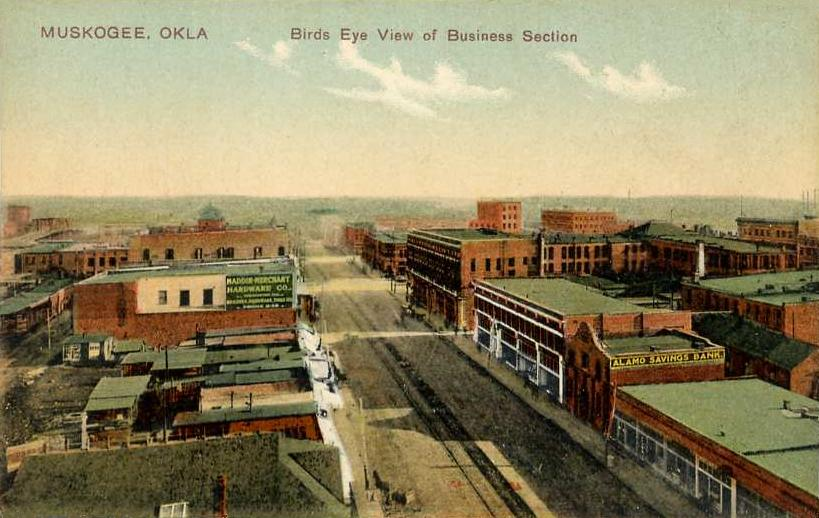
Sección comercial c. 1910

Muskogee fue reconocida como ciudad en 1805 cuando el presidente Thomas Jefferson secundó ante el Congreso la idea de Meriwether Lewis de que se estableciera un puesto comercial cerca de la ciudad moderna. Los comerciantes de pieles franceses ya habían hecho presencia en el área durante algún tiempo antes de la Compra de Luisiana. Se creía que habían establecido una aldea temporal cerca de Muskogee en 1806, pero el primer asentamiento permanente se estableció en 1817 en la orilla sur del río Verdigris, al norte de Muskogee.
Tras la aprobación de la Indian Removal Act de 1830, las Cinco Tribus Civilizadas fueron reubicadas sacadas del Territorio indígena mediante el destierro del Sendero de las Lágrimas. De las cinco tribus, las Cherokee y Creek se establecieron cerca de Muskogee, y la ciudad se incorporó a ambas naciones indias.
Tras la Guerra de Secesión, se renovó el interés en la expansión occidental. El gobierno federal permitió que se construyeran ferrocarriles en suelo indio por primera vez. En 1872, el ferrocarril Missouri-Kansas-Texas se amplió a esta área lo que significó un fuerte estímulo demográfico en la región. En 1889, reconociendo el creciente valor económico y político de Muskogee, se estableció en la ciudad un tribunal federal de los Estados Unidos. Este fue el primer tribunal federal que ejerció jurisdicción en el Territorio indígena que en realidad estaba ubicado dentro de este. Antes de este punto, toda la jurisdicción se había otorgado al tribunal federal ubicado en Fort Smith hasta 1883, cuando la jurisdicción se dividió entre ese tribunal, el Distrito de Kansas en Wichita y Fort Scott, el Distrito Norte de Texas en Graham y más tarde el Distrito Este de Texas en París.
Con el establecimiento de un tribunal federal, el territorio indio se abrió a los colonos blancos a través de terrenos. La ciudad fue incorporada el 19 de marzo de 1898.

## sigloXX

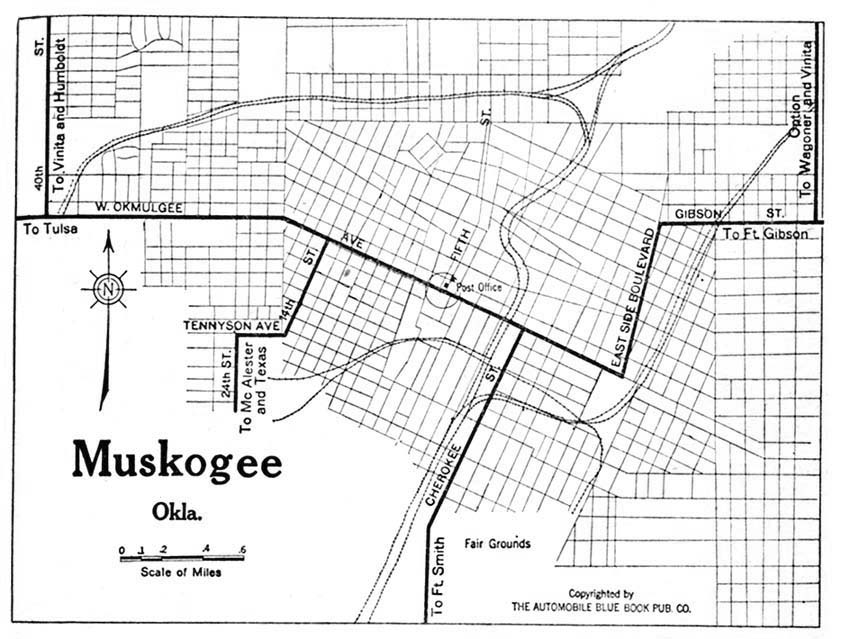
Mapa de Muskogee en 1920

Muskogee estaba en la intersección de tres ríos y ofrecía vastas tierras agrícolas fértiles, pero permaneció relativamente tranquila tras su fundación. En 1900, la ciudad tenía una población de 4254 habitantes.
Muskogee dio un giro hacia la prominencia cuando un nativo de Ohio, Charles N. Haskell se mudó a ella. Cuando Haskell llegó en marzo de 1901, descubrió que era una ciudad tranquila de más de 4000 habitantes. Haskell ayudó a que la ciudad creciera a una población de más de 25 000 habitantes.
Haskell construyó el primer bloque comercial de cinco pisos en el Territorio de Oklahoma. Organizó y construyó la mayoría de los ferrocarriles que llegaban a esa ciudad. Construyó y poseyó catorce edificios de ladrillo en la ciudad. Gracias a su influencia, Muskogee se convirtió en un centro de negocios e industria en cuestión de años. Haskell solía decirle a otros que esperaba que Muskogee se convirtiera en la «Ciudad Reina del Sudoeste».
Muchas de las calles de Muskogee en el distrito del centro todavía muestran su composición original de ladrillos. Los edificios que datan de la era Haskell colindan con la arquitectura moderna.
A medida que crecía la importancia económica y comercial de Muskogee, también lo hacía su poder político. Cuando las Tribus Civilizadas se reunieron para proponer un Estado indio, el Estado de Sequoyah, se reunieron el 21 de agosto de 1905 en Muskogee para redactar su constitución, con Muskogee como capital del Estado. Vetado por el presidente Theodore Roosevelt, el propuesto Estado de Sequoyah no recibió reconocimiento federal. En cambio, el estado de Oklahoma fue admitido en la Unión el 16 de noviembre de 1907 como el estado número 46. 
En los años 1910 la ciudad sufrió importantes transforamciones. Entre 1910 y 1912 se construyeron cuatro rascacielos históricos el centro de la ciudad: el Manhattan Building, el Railroad Exchange Building, el Severs Hotel, el Surety Building y el Baltimore Hotel. En esa década se descubrió petróleo en los alrededores y ya se había convertido en el nodo de la red ferroviaria del este de Oklahoma, con 14 trenes de pasajeros al día. En 1915 se tconstruyó la Jefferson Highway, que pasaba cerca de Muskogee. Esa carretera internacional recorría más de 3701 km desde Winnipeg hasta Nueva Orleans. A partir de 1916 se originaron en Muskogee varias carreras nacionales de globos.
Muchos de los agricultores arrendatarios de Muskogee fueron desplazados durante la Gran Depresión. El colapso de los precios del algodón llevó a la Ley de Ajuste Agrícola de 1933, que llevó a los terratenientes a desalojar a los agricultores arrendatarios cuando sacaban tierras de la producción para recibir subsidios agrícolas. Ese mismo año, miles de agricultores arrendatarios desplazados ayudaron a iniciar la migración de nativos de Oklahoma a California. La población de Muskogee se mantuvo estable desde 1920 (30 277 habitantes) hasta 1940 (32 322 habitantes).
A pesar del New Deal, el área no se recuperó económicamente hasta la acumulación militar que precedió a la Segunda Guerra Mundial.
Durante la segunda mitad del siglo XX fue nimio el crecimiento demográfico de la ciudad. En el censo de 1950 Muskogee registró 37 289 habitantes, en el de 1970 fueron 37 331, y en el de 1990, 37 708.

## sigloXXI
En el siglo XXI, Muskogee era un centro económico del este de Oklahoma con una población de más de 38 000 habitantes. La ciudad ha operado el Puerto de Muskogee, al que se puede acceder desde el Golfo de México.
Muskogee atrajo la atención nacional e internacional cuando, en mayo de 2008, los votantes eligieron a John Tyler Hammons como alcalde. Con diecinueve años en el momento de su elección, Hammons se encuentra entre los alcaldes más jóvenes de la historia de Estados Unidos.